# Loir-et-Cher
Loir-et-Cher (wymowaⓘ, lwaʁ e ʃɛʁ) – francuski departament położony w Regionie Centralnym-Dolinie Loary. Departament oznaczony jest liczbą 41. Departament został utworzony 4 marca 1790 roku. Jego nazwa pochodzi od rzek Loir i Cher.
Według danych na rok 2012 liczba zamieszkującej departament ludności wynosi 330 079 os. (52 os./km²); powierzchnia departamentu to 6343 km². Ośrodkiem administracyjnym (prefekturą) i największym miastem departamentu jest Blois.
W 2023 roku w skład departamentu wchodziło 267 gmin (lista).

## Miejscowości
Największe miejscowości departamentu (w nawiasach liczba ludności w 2021 roku):

- Blois (46 813)
- Romorantin-Lanthenay (18 115)
- Vendôme (15 747)
- Vineuil (8067)
- Le Controis-en-Sologne (6719)
- Mer (6235)
- Salbris (4897)
- Lamotte-Beuvron (4565)
- La Chaussée-Saint-Victor (4497)
- Selles-sur-Cher (4342)
- Saint-Laurent-Nouan (4274)
- Montoire-sur-le-Loir (3666)
- Montrichard Val de Cher (3645)
- Beauce la Romaine (3393)
- Veuzain-sur-Loire (3364)
- Mont-près-Chambord (3333)
- Saint-Gervais-la-Forêt (3159)
- Saint-Ouen (3024)
- Saint-Aignan (2821)
- Cour-Cheverny (2793)
- Saint-Georges-sur-Cher (2723)
- Chailles (2691)
- Cellettes (2686)
- Noyers-sur-Cher (2677)
- Villefranche-sur-Cher (2635)
- Villebarou (2519)